# Rusnės regykla
Rusnės regykla je nízká dřevěná rozhledna, vyhlídka a ptačí pozorovatelna nad řekou Naikupė u vesnice Pakalnė na území Regionálního parku Němenské delty na ostrově Rusnė v deltě řeky Nemunas (Němen) v seniorátu Rusnė (Rusnės seniūnija) v okrese Šilutė v Klaipėdském kraji v Litvě.

## Další informace
Částečně zastřešená dvouplošinová stavba nabízí malebný výhled na záliv Kurčiai, Kuršský záliv, Kuršskou kosu a ostrov Rusnė. Poblíž rozhledny se nachází informační tabule s textem v litevštině a angličtině.

## Galerie

Výhledy z rozhledny
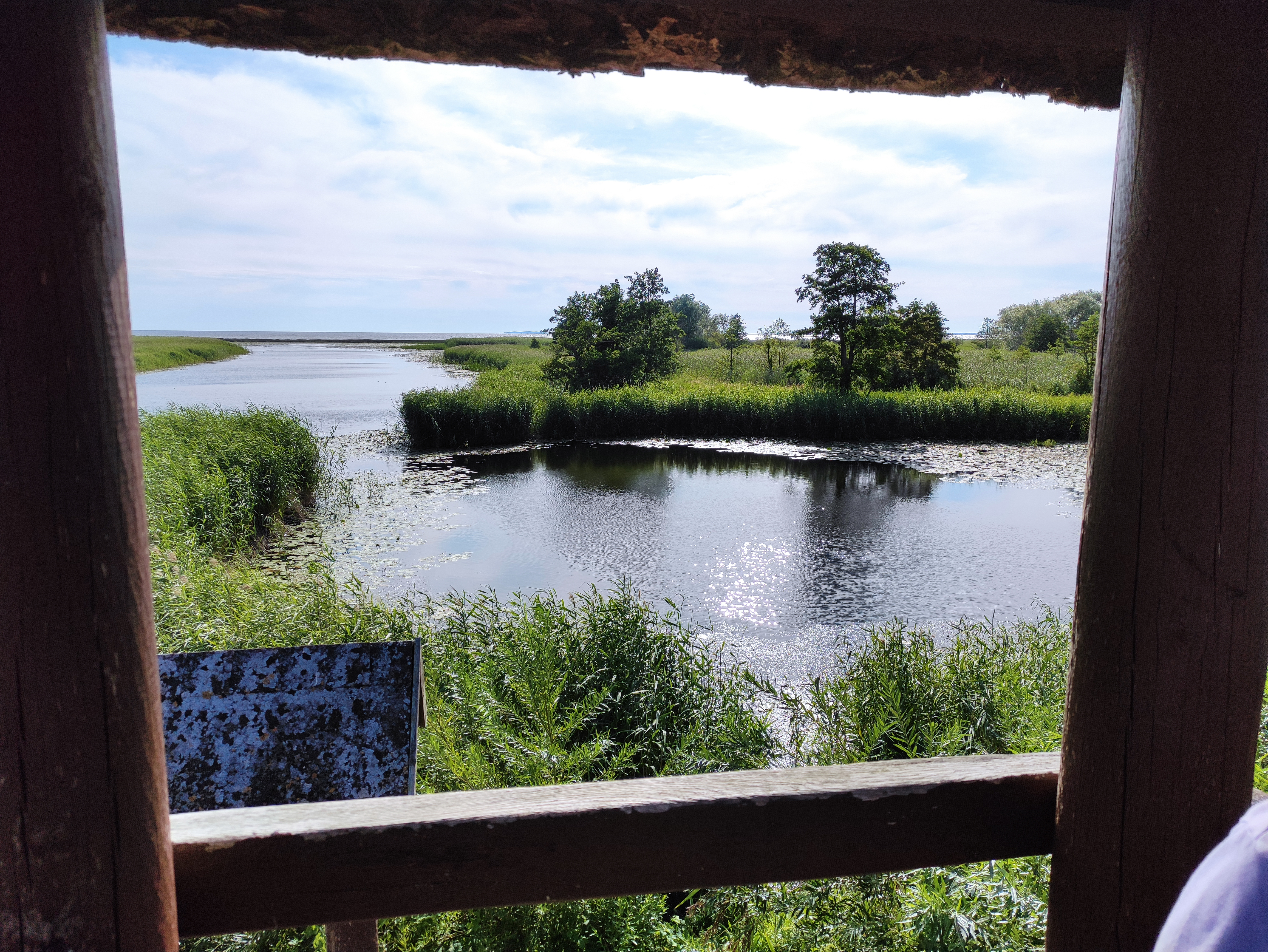
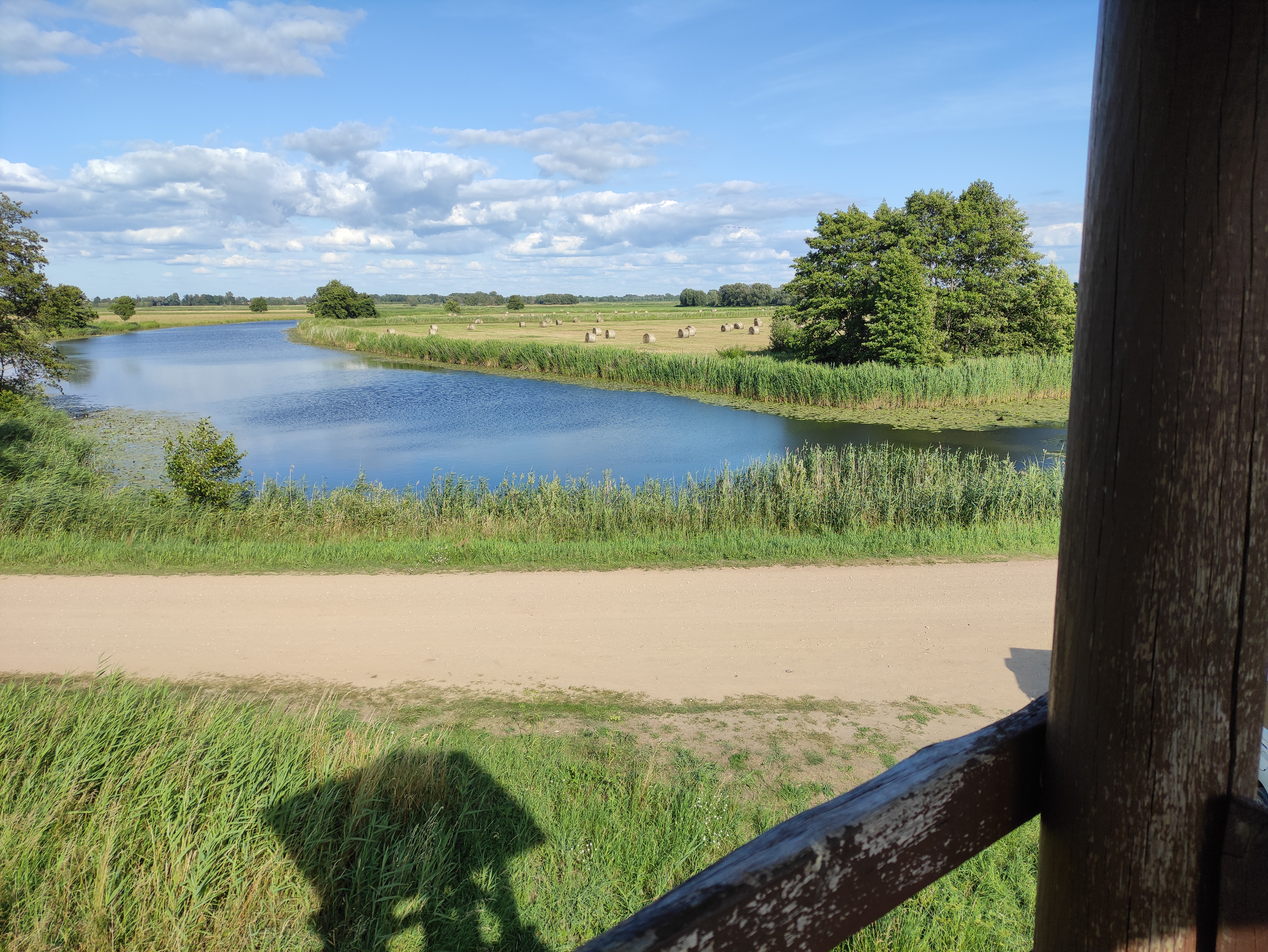